# PhotoRoom
PhotoRoom — французский ИТ-стартап по разработке графического редактора нового поколения с использованием искусственного интеллекта. Штаб-квартира компании-разработчика находится в Париже.
Сервис рассчитан на широкий круг пользователей, не владеющих профессионально навыками и приёмами работы в существующих графических редакторах.

## История
В 2019 году Матье Руиф и Элиот Андрес запустили в Париже проект по созданию графического редактора с элементами ИИ. В стартапе, который получил название PhotoRoom, Руиф взял на себя функции генерального директора, Андрес — технического директора.
В 2021 году PhotoRoom вошёл в рейтинг лучших приложений Google Play’s Best и был отмечен Apple в номинации Editor’s Choice.
В ноябре 2022 года стартап провёл первый инвестиционный раунд с участием Disney+, Hugging Face, Facebook (запрещена в России), Y Combinator, Kima Ventures, FJ Labs, Adjacent, Balderton Capital. По итогам раунда основатели компании привлекли 19 млн долларов инвестиций.
В феврале 2025 года PhotoRoom провёл второй раунд по сбору средств, в котором приняли участие как компании, ранее поддержавшие стартап, так и новые инвесторы, в том числе Aglae, которая специализируется на машинном обучении и разработках ИИ-технологий. Общая сумма инвестиций по итогам раунда составила 43 млн долларов, а оценка компании достигла 500 млн долларов.

## Функционал
Основные функции PhotoRoom:
- Удаление фона. Автоматически удаляет фон, оставляя на иллюстрации только необходимые по условиям задачи объекты (люди, животные, здания и т. д.);

- Ретушь. Позволяет устранять недостатки изображения и, наоборот, дополнять его новыми элементами, сгенерированных с помощью ИИ;

- Библиотека фонов. Photoroom предлагает множество готовых шаблонов, позволяющих подобрать фон в зависимости от желания пользователя и требований к изображению;

- Текст и стикеры. Позволяет добавлять к изображению текст (редактор содержит библиотеку шрифтов и стилей) и различны стикеры;

- Комплексная обработка. Данный режим позволяет ретушировать и редактировать все изображения одновременно, оптимизируя рабочий процесс.

## Деятельность
Компания выпустила мобильное и веб-приложение редактора в версиях Free (бесплатная) и Pro (89,9 доллара в год) для операционных систем Android и iOS. К началу 2024 года количество скачиваний приложения превысило, согласно заявлениям разработчиков, 150 млн, среди клиентов компании — Netflix, Bulgari, Smartly, Printify, Faire. Число сотрудников PhotoRoom достигло 50 человек.